# Castrum visigòtic (Roses)

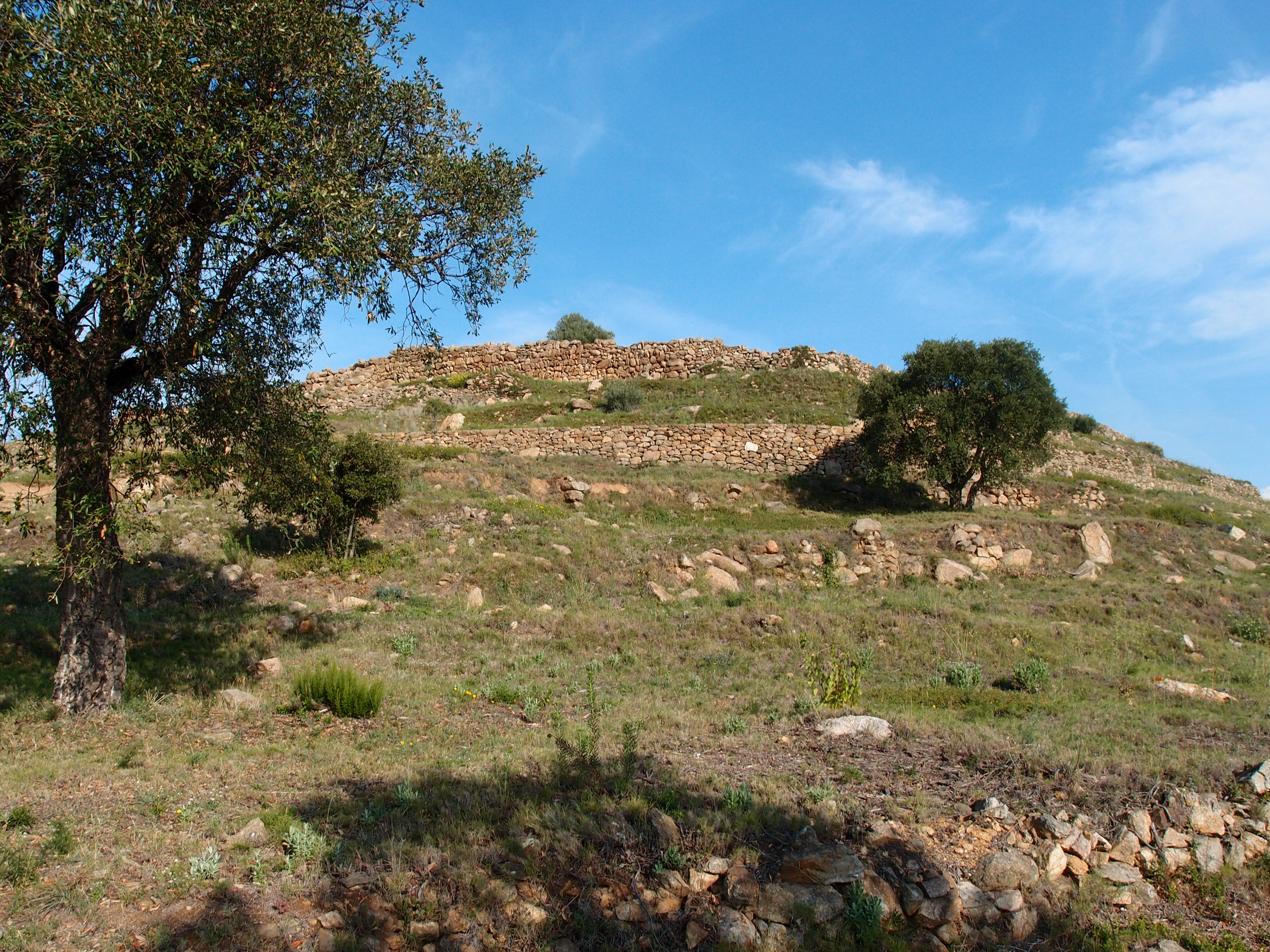
Talseitiger Blick auf das Castrum visigotic

Das Castrum visigòtic ist eine westgotische Befestigungsanlage  (Kastell) aus dem 7. Jahrhundert in der katalanischen Stadt Roses in Spanien.
Die Ruinen des vormaligen Kastells werden seit 1946 archäologisch erschlossen und im Jahr 1963 wurde die Fundstätte zum Bé Cultural d’Interès Nacional (BCIN) (Kulturgut von nationalem Interesse) erklärt.
Das Castrum visigòtic befindet sich auf dem Gipfel einer Anhöhe des Bergs Puig Rom und verfügte ursprünglich über zwei quadratische Wehrtürme.
Das weitläufige archäologische Areal gehört heute der Stadt Roses und kann unentgeltlich besichtigt werden.

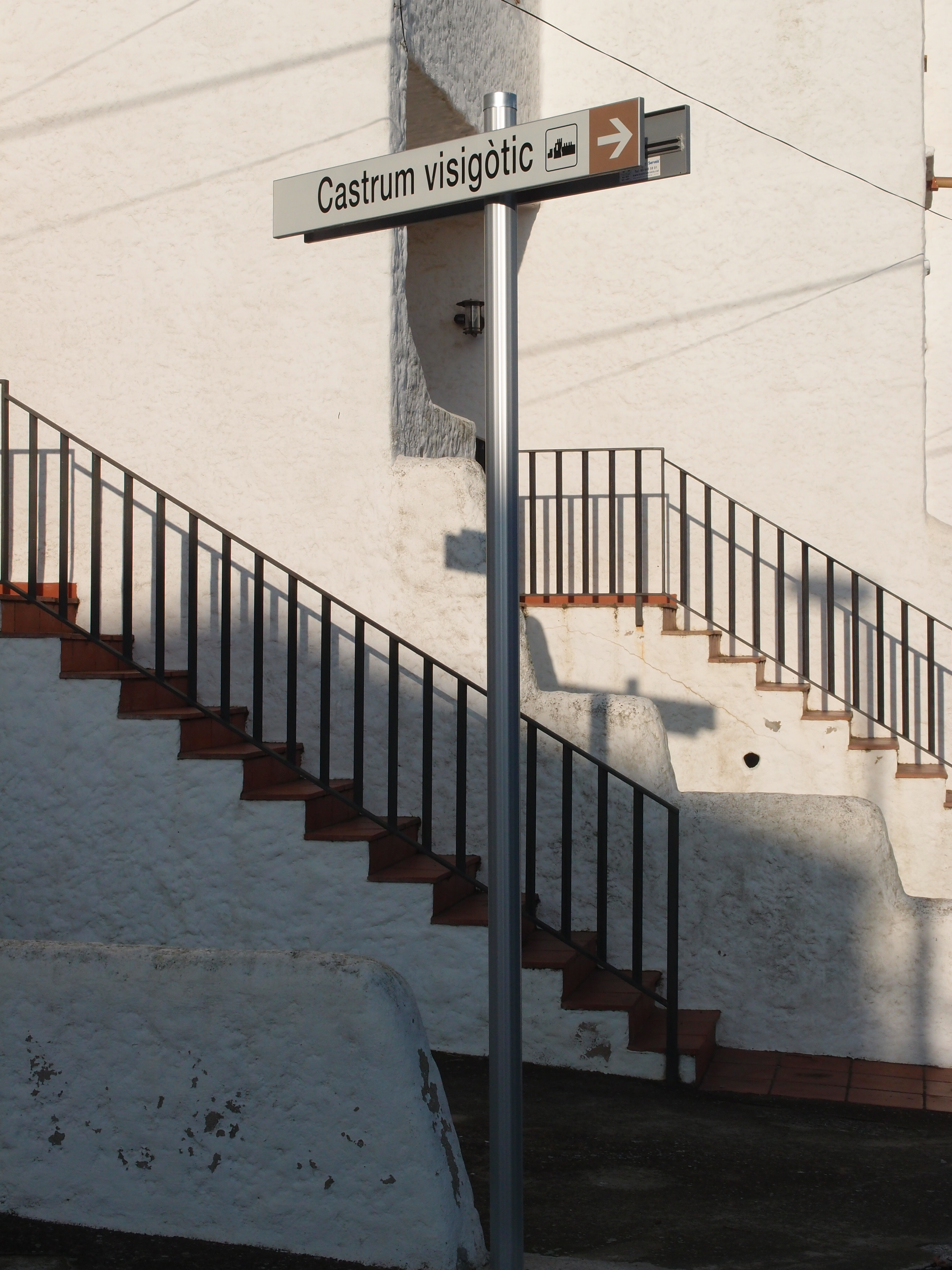
Öffentlicher Wegweiser
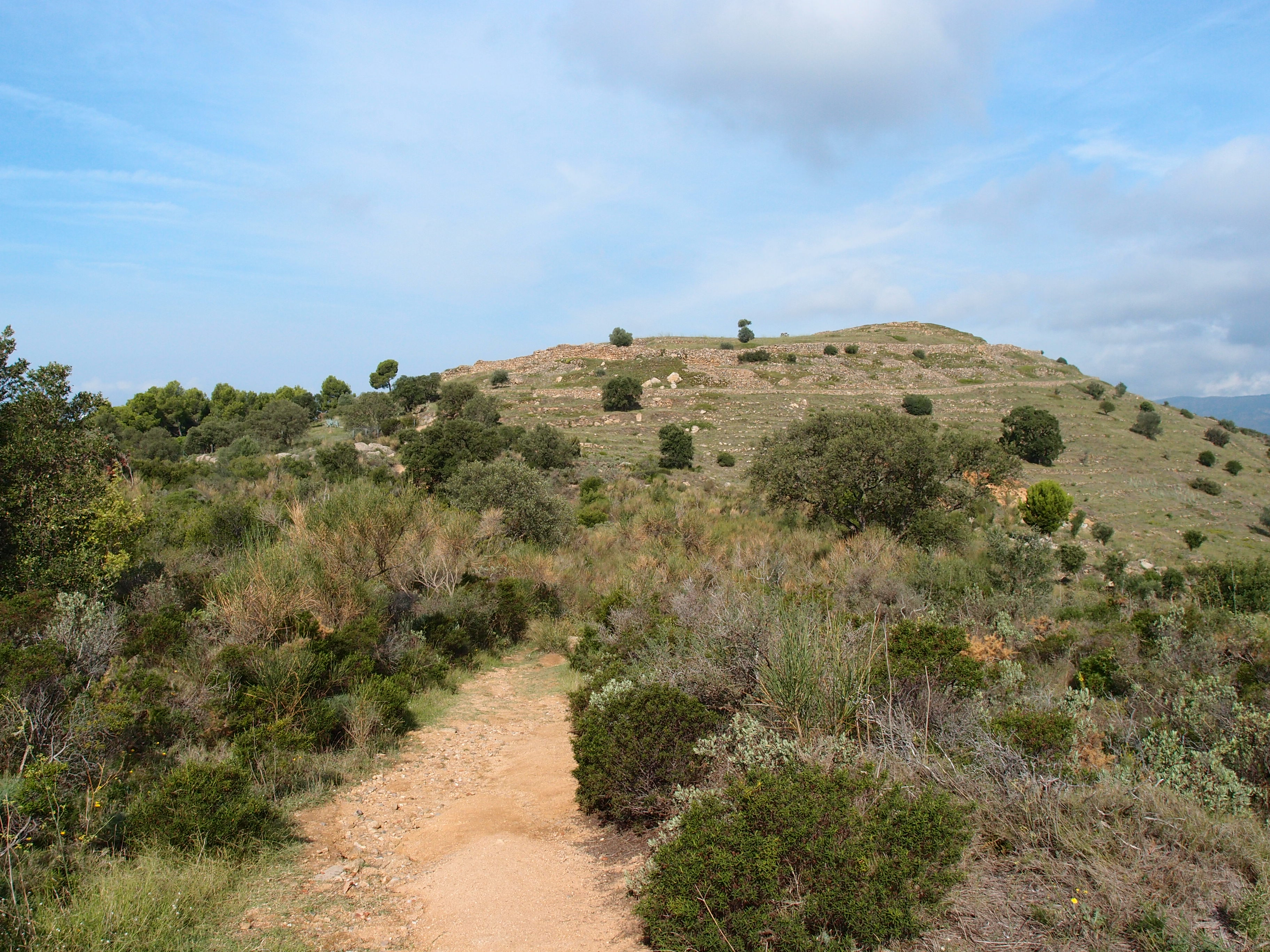
Gesamtansicht
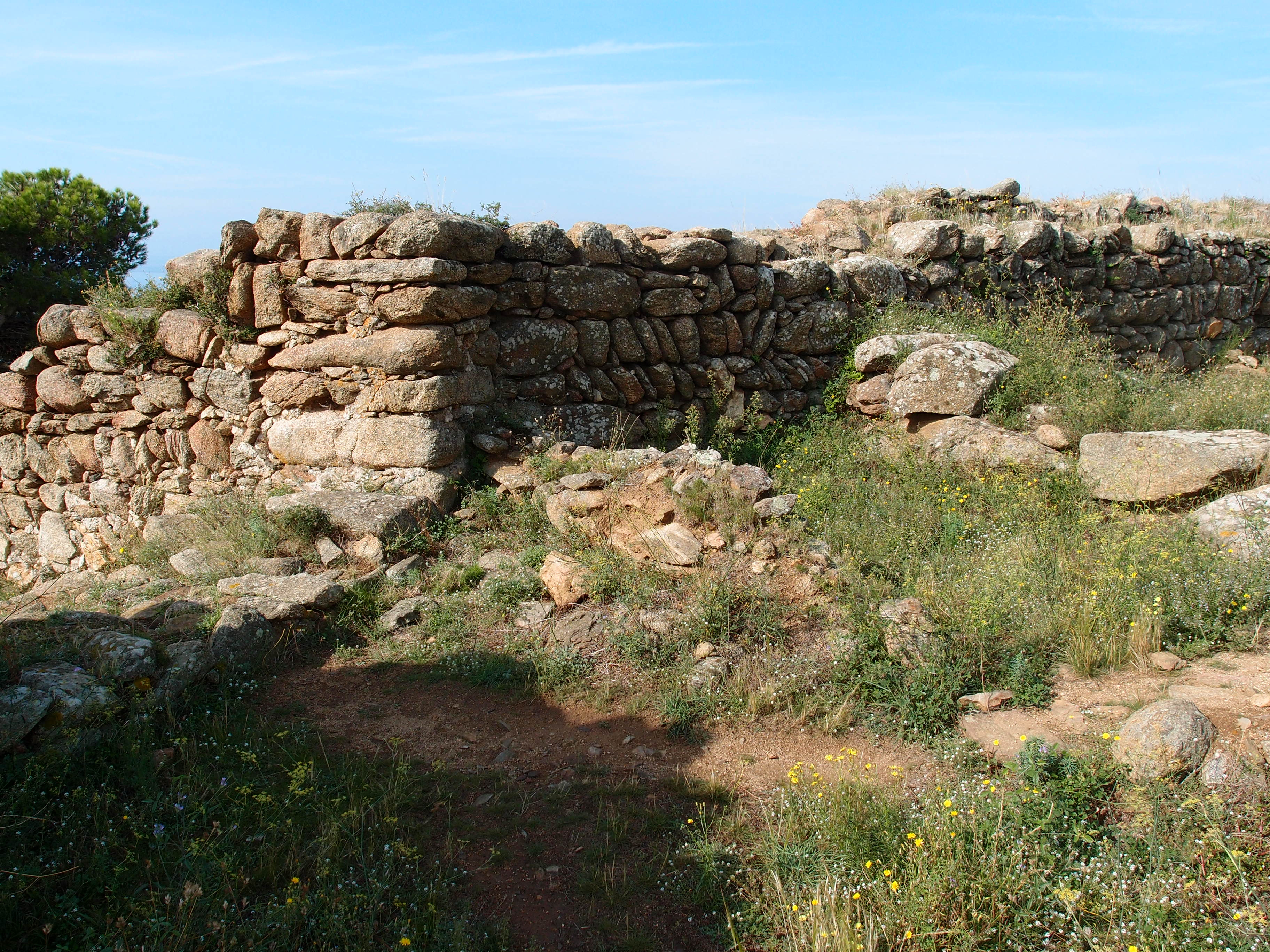
Detailansicht
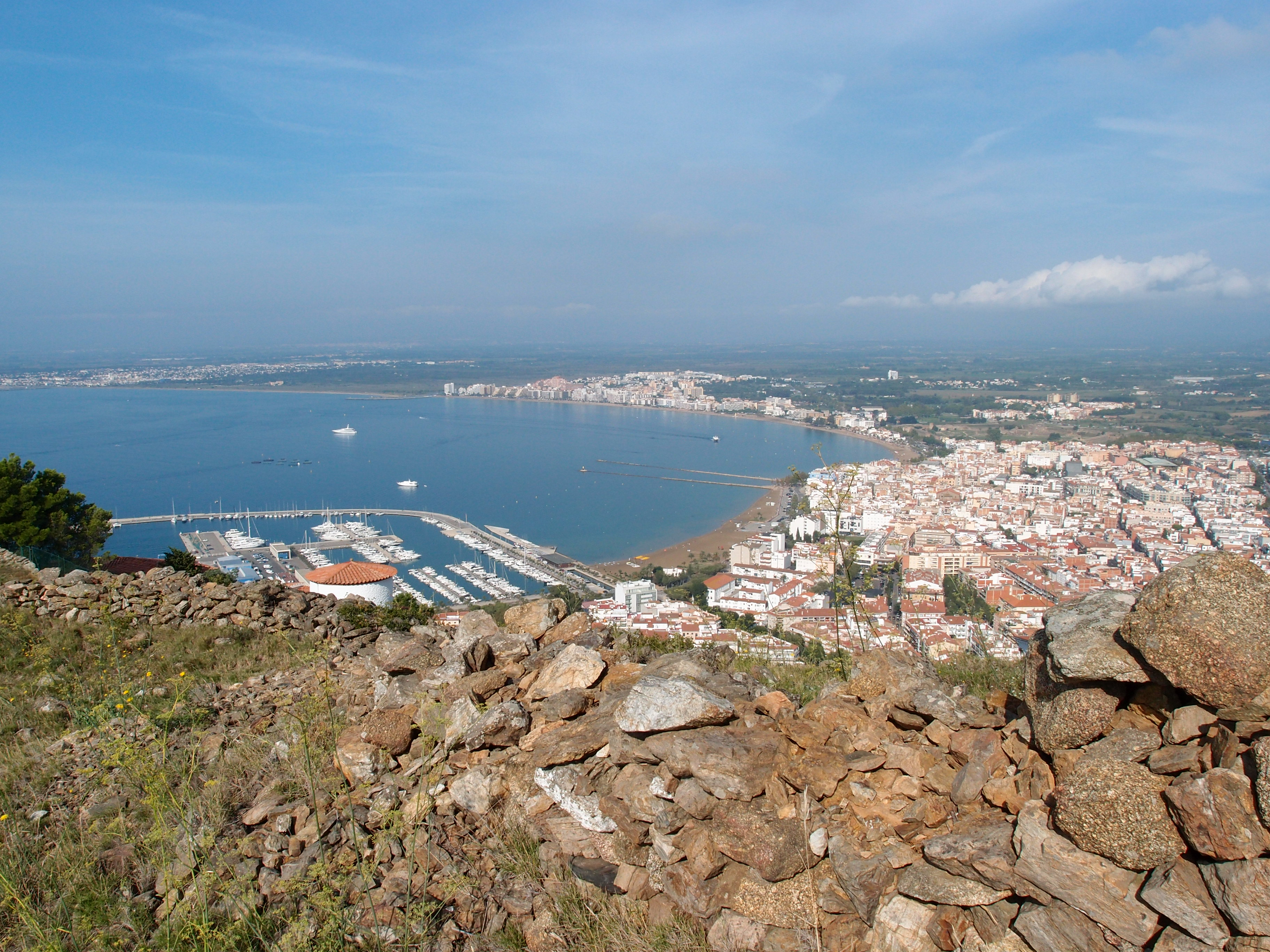
Talblick vom Kastell